# Actinodura morrisoniana
Actinodura morrisoniana là một loài chim trong họ Leiothrichidae.

## Hình ảnh

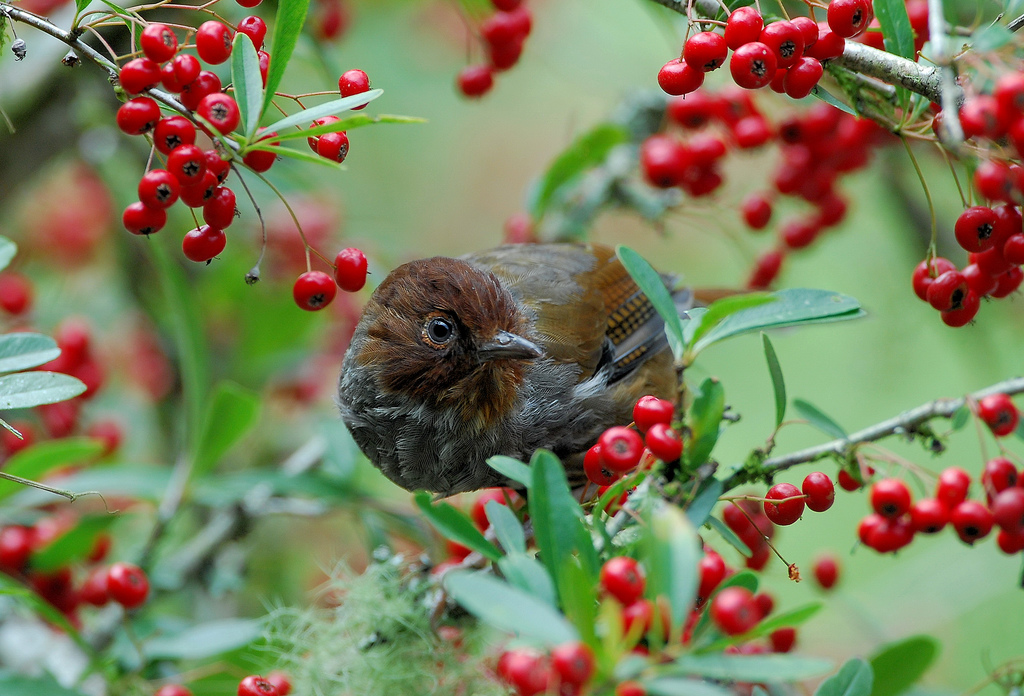
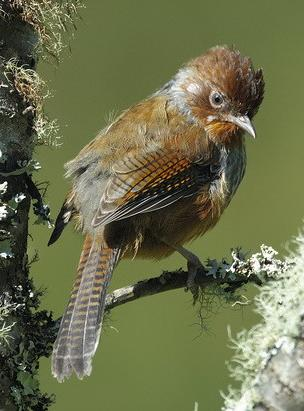